# Chelan Simmons
Pour les articles homonymes, voir Simmons.
Chelan Simmons, née le 29 octobre 1982 à Vancouver (Canada), est une actrice canadienne.

## Biographie
Chelan Simmons commence très tôt dans le cinéma avec un rôle dans Ça en 1990. Elle tient ensuite plusieurs rôles dans des téléfilms fantastiques ou d'horreur tels que Caved In, Chupacabra Terror ou encore Carrie.
C'est en 2006 qu'elle se fait connaître du grand public grâce à Destination finale 3 qui est un gros succès au box office où elle incarne une bimbo blonde. L'année suivante, elle apparaît dans la comédie romantique Charlie, les filles lui disent merci aux côtés de Jessica Alba et Dane Cook. Elle participe en parallèle à la série Kyle XY.
Sans véritable projet, Chelan Simmons retourne au téléfilm de genre fantastique dans lequel elle avait débuté en jouant dans Ogre, Malibu Shark Attack et Tornades de glace. En 2010, elle est à l'affiche de Percy Jackson : Le Voleur de foudre et Tucker et Dale fightent le mal
En 2012, elle obtient un rôle dans la série The L.A. Complex.

## Filmographie

### Cinéma
- 1991 : Bingo de Matthew Robbins : Cindy Thompson, la fille de l'otage
- 2005 : Un long week-end de Pat Holden : Susie
- 2005 : The Harp de John Bolton (court-métrage) : la petite amie
- 2006 : Destination finale 3 de James Wong : Ashley Freund
- 2006 : John Tucker doit mourir de Betty Thomas : la serveuse pleurnicheuse
- 2006 : Docteur Dolittle 3 de Rich Thorne : Vivica
- 2007 : Charlie, les filles lui disent merci de Mark Helfrish : Carole
- 2007 : Wind Chill de Gregory Jacobs : la femme blonde
- 2009 : De mères en filles de James Hayman : Casadee
- 2010 : Percy Jackson : Le Voleur de foudre de Chris Columbus : Selena, hôtesse à l'hôtel Lotus
- 2010 : Tucker et Dale fightent le mal d'Eli Craig : Chloe
- 2014 : See No Evil 2 (en) de Jen et Sylvia Soska (en) : Kayla

### Vidéo
- 2005 : Chupacabra: Dark Seas de John Shepphird : Jenny Randolph

### Télévision
- 1990 : « Il » est revenu (mini-série) : Laurie Ann Winterbarger
- 2000 : Ratz (série d'animation) : Jennifer Martin
- 2001 : The Sports Pages : Faith
- 2002 : L'Enfer à domicile de Tim Hunter (téléfilm) : Amber Henson
- 2002 : Carrie de David Carson (téléfilm) : Helen Shyres
- 2002 : Smallville : Felice Chandler (Saison 1 épisode 18)
- 2004 : L'Île des insectes mutants (Monster Island) : Jen
- 2004 : Cultus : Organismes Génétiquement Monstrueux (Snakehead Terror) de Paul Ziller (téléfilm) : Amber James
- 2005 : Smallville : Rhonda, une des pompom girls (épisode 4 de la saison 4)
- 2005 : Supernatural : Jill épisode 5 de la saison 1
- 2006 : Caved In : Prehistoric Terror : Emily Palmer
- 2006 : Psych : Enquêteur malgré lui : Bianca
- 2006 : Stargate Atlantis (épisode 15 de la saison 2) : Mara
- 2007-2008 : Kyle XY : Hillary Shepard
- 2008 : Ogre : Hope Bartlett
- 2009 : Malibu Shark Attack : Jenny
- 2009 : Tornades de glace (Ice Twisters) de Steven R. Monroe (téléfilm) : Nora Elman
- 2010 : Un si bel inconnu (Seduced by Lies) : Tia
- 2011 : The L.A. Complex (saison 1) : Alicia Lowe
- 2012 : How I Met Your Mother (épisode 9 de la saison 8) : Brandi
- 2012 : Une seconde chance pour Noël (A Christmas Wedding Date) : Molly
- 2013 : Hannibal (série)
- 2014 : Une ombre sur le mariage (Wedding Planner Mystery) : Nicky Parry
- 2016 : L'Infidélité de Lily (Her Infidelity) : Courtney Brixton